# Tawing (Gondang)
Tawing is een bestuurslaag in het regentschap Tulungagung van de provincie Oost-Java, Indonesië. Tawing telt 2374 inwoners (volkstelling 2010).